# Miguel Ángel Valdéz
Miguel Ángel Valdéz Espinoza (Torreón, Coahuila, México, 18 de agosto de 1984) es un futbolista mexicano, juega como Defensa y actualmente se encuentra Sin Equipo.

## Estadísticas

### Clubes
Actualizado al último partido jugado el 14 de abril de 2021.
| Veracruz · México                                                             | 2.ª                 | 2008-09             | 21 | 0 | - | - | - | - | 21 | 0 | 0,00 |
| Veracruz · México                                                             | 2.ª                 | 2009-10             | 23 | 0 | - | - | - | - | 23 | 0 | 0,00 |
| Veracruz · México                                                             | Total               | Total               | 44 | 0 | 0 | 0 | 0 | 0 | 44 | 0 | 0,00 |
| Alacranes · México                                                            | 2.ª                 | 2010                | 17 | 1 | - | - | - | - | 17 | 1 | 0,06 |
| Alacranes · México                                                            | Total               | Total               | 17 | 1 | 0 | 0 | 0 | 0 | 17 | 1 | 0,06 |
| C. Tijuana · México                                                           | 2.ª                 | 2011                | 2  | 0 | - | - | - | - | 2  | 0 | 0,00 |
| C. Tijuana · México                                                           | Total               | Total               | 2  | 0 | 0 | 0 | 0 | 0 | 2  | 0 | 0,00 |
| Dorados · México                                                              | 2.ª                 | 2011-12             | 3  | 0 | - | - | - | - | 3  | 0 | 0,00 |
| Dorados · México                                                              | Total               | Total               | 3  | 0 | 0 | 0 | 0 | 0 | 3  | 0 | 0,00 |
| Total en su carrera                                                           | Total en su carrera | Total en su carrera | 66 | 1 | 0 | 0 | 0 | 0 | 66 | 1 | 0,02 |
| (1) Incluye datos de Copa México. (3) No incluye goles en partidos amistosos. |                     |                     |    |   |   |   |   |   |    |   |      |